# Dreikantmuscheln
Die Dreikantmuscheln (Dreissenidae) sind eine Familie der Muscheln aus der Ordnung der Myida. Es ist die einzige Familie der Überfamilie Dreissenoidea.

## Merkmale
Die Gehäuse sind fingernagel- bis ca. 5 cm groß. Sie sind miesmuschelförmig (mytiliform), pferdemuschelförmig (modioliform) oder gerundet dreieckig. Der Wirbel (Umbo) ist randständig oder liegt sehr nahe am Rand. Ein umbonales Septum ist vorhanden, kann aber rudimentär sein. Das Schloss ist zahnlos und die Schließmuskeln sind ungleich groß (heteromyar), wobei der vordere Schließmuskel am Septum befestigt ist. Die Kiemen gehören zum eulamellibranchiaten Typus. Die Schale ist aus Aragonit aufgebaut. Im Querschnitt besteht sie aus einer inneren Lage aus komplexen Kreuzlamellen und einer äußeren Lage aus einfachen Lamellen und Kreuzlamellen. Die Larven sind freischwimmend; die adulten Tiere befestigen sich ähnlich wie die Miesmuscheln mit Byssusfäden am Untergrund.

## Verbreitung
Seit der Ypresium-Stufe des Eozäns finden sich Vertreter der Familie in Europa und Kleinasien, im Osten bis Kasachstan (Aralsee). Ab dem späten Oligozän treten sie dann auch in Mittel- und dem tropischen Südamerika auf, von wo aus sie sich während des Neogens bis nach Nordamerika ausbreiteten.
Eingeführt finden sich Arten in Indien, Hongkong und Japan, vermutlich auch auf den Fidschi-Inseln und in West-Afrika. Die ursprünglich aus Nordamerika stammende Art Mytilopsis leucophaeata kommt heute u. a. im Nord-Ostsee-Kanal vor, aber auch im Schwarzen Meer, wo sie andere Muschelarten verdrängt. Die Wandermuschel (Dreissena polymorpha) sowie die Quagga-Dreikantmuschel (Dreissena rostriformis bugensis) stammen ursprünglich aus dem ponto-kaspischen Raum und treten als Neozoen in Europa und Nordamerika auf.
Congeria sind Leitfossilien des Pannons, dessen Ablagerungen aus dem tektonischen Senkungsbereich zwischen Alpen und Karpaten bekannt sind.

## Systematik

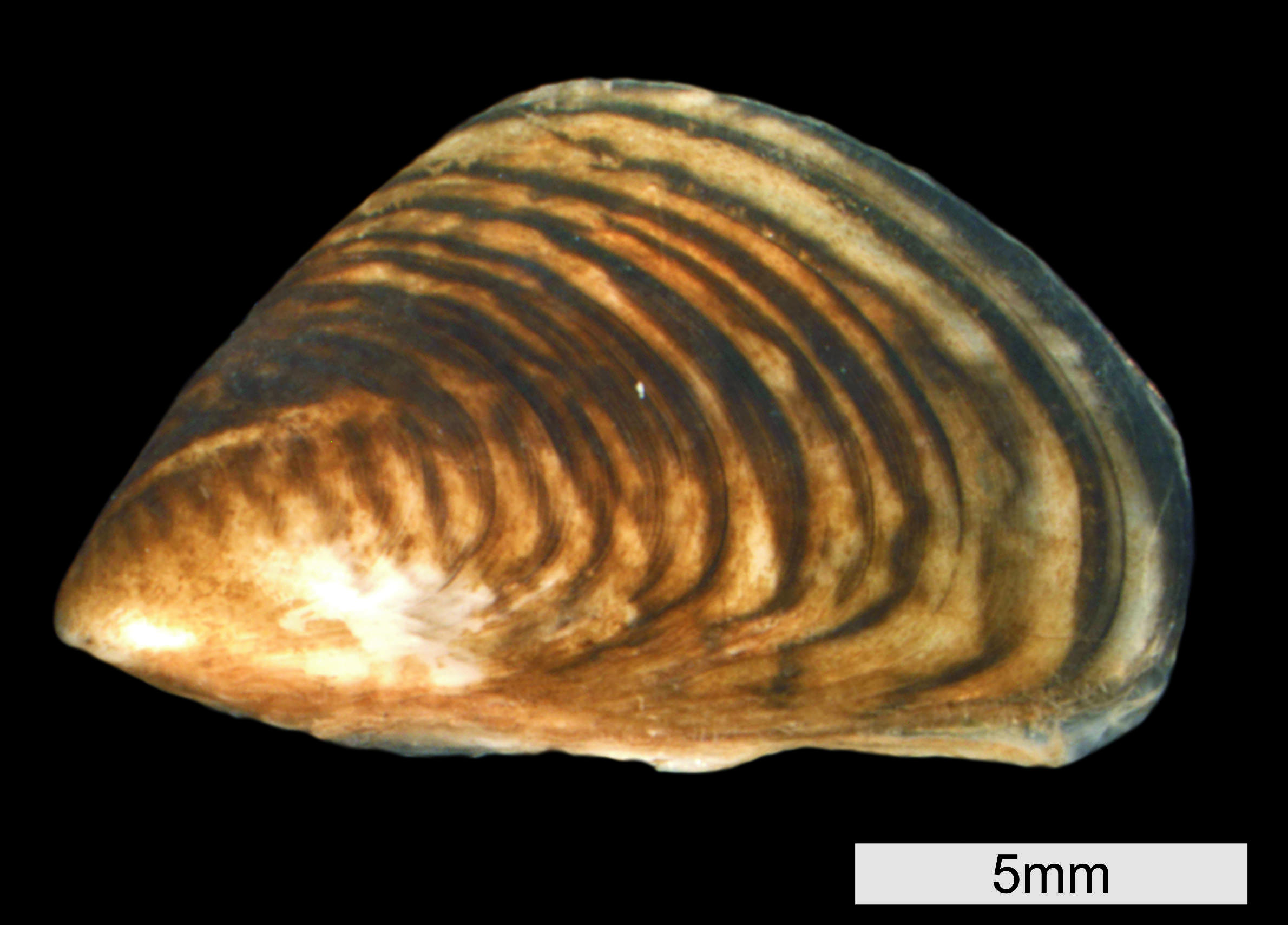
Quagga-Dreikantmuschel (Dreissena rostriformis bugensis)

Molekulargenetische Untersuchungen zeigten, dass die Dreikantmuscheln das Schwestertaxon einer Klade aus den Myidae und den Corbulidae sind, weiter verwandt sind darüber hinaus die Pholadidae und die Schiffsbohrwürmer. In der neuesten Klassifikation werden sie daher zur Ordnung Myida gestellt.
Die Familie umfasst zwei Unterfamilien, deren eine (Dreisseninae) die drei rezenten Gattungen umfasst, die Dreissenomyinae zwei nur fossil bekannte Gattungen (Arten Auswahl):
- Unterfamilie Dreisseninae
  - Dreissena
    - Dreissena polymorpha, die Wandermuschel
    - Dreissena rostriformis
      - Dreissena rostriformis rostriformis
      - Dreissena rostriformis bugensis, die Quagga-Dreikantmuschel

    - Dreissena presbensis
    - Dreissena blanci
    - Dreissena caspia
    - Dreissena elata

  - Congeria
    - Congeria kusceri

  - Mytilopsis
    - Mytilopsis leucophaeata, die Brackwasser-Dreiecksmuschel

- Unterfamilie Dreissenomyinae
  - Dreissenomya †
  - Sinucongeria †

Eine erste molekulargenetische Untersuchung zur inneren Systematik der rezenten Gattungen wies darauf hin, dass Congeria und Mytilopsis Schwestertaxa sind und eine Klade bilden, die Dreissena gegenübersteht.